# Asteras Magoula FC
El Asteras Magoula FC es un equipo de fútbol de Grecia que juega en la Gamma Ethniki, la tercera liga de fútbol más importante del país.

## Historia
Fue fundado en el año 1980 en la ciudad de Magoula, pasando la mayor parte de su historia en los torneos regionales de la Asociación de Fútbol de Pireo hasta el 2003 cuando se pasaron a la Asociación de Ática del Oeste.
En el 2011 ganaron la Copa Amateur de Grecia tras vencer en la final al Asteras Lianokladi FC 2-0, y en ese mismo año ascendieron a la Gamma Ethniki tras ganar el grupo 7 de la Delta Ethniki.

## Palmarés
- Delta Ethniki Grupo 7: 1

2010/11
- Copa Amateur de Grecia: 1

2010/11

## Enlacex Externos
- Página No-oficial (en griego)
- Fundación
- soccerway.com

- Datos: Q4810656